# Jarkend
Jarkend (ujgursky يەكەن ناھىيىسى‎, čínsky v českém přepisu Ša-čche, pchin-jinem Shāchē, znaky zjednodušené 莎车, tradiční 莎車) je město a okres ležící v prefektuře Kašgar v autonomní oblasti Sin-ťiang Čínské lidové republiky. Rozloha okresu je 8 969 km², v roce 2002 měl 650 000 obyvatel, většinou Ujgurů, přítomni jsou i Chanové. Správním centrem okresu je město Jarkend, které je s 373 tisíci obyvateli druhým největším městem prefektury Kašgar. Rozkládá se v úrodné oáze na ploše 3 210 km².

## Historie
Staré město Jarkend (moderní vesnice Ša-čche) se skládá z čtvrtí obehnaných hradbami. Vznikl v dávných dobách jako místo odpočinku karavan putujících podél Hedvábné stezky. V čínských zápisech se objevilo v 2. století př. n. l. Na konci 1. století př. n. l. je dobyla armáda čínské říše Chan vedená Pan Čchaoem, poté prvenství v obchodu ztratilo ve prospěch Kašgaru a Chotanu. Jarkend opět vyrostl za dynastie Tchang. Ve 13. století si ho podmanili Mongolové, a byl předním městem Čagatajského chanátu a po jeho rozpadu Moghulistánu. Od počátku 16. byl centrem Jarkendského chanátu, na přelomu 17. a 18. století dobytého Džungary. V polovině 18. století byl celý region obsazen armádami říše Čching a od té doby je součástí Číny.

## Ekonomika a zemědělství
V oblasti kolem města se kromě obilovin pěstuje také bavlna, moruše, konopí, fazole a různé ovocné stromy. Tradiční je chov koní, ovcí a velbloudů.
Významnou část místního průmyslu tvoří produkce přírodního hedvábí a hedvábných látek.